# 유니미니펫
《유니미니펫》(Uniminipet)은 대한민국의 동우애니메이션과 SBS가 제작한 애니메이션이다. 2001년 6월 15일부터 12월 7일까지 SBS에서 종영된 상태이다.

## 개요
- 2001년에 첫 방송 되었을 때 평균 9.5%대의 높은 시청률을 기록하며 당시 최고 인기작인 《포켓몬스터》와 《파워디지몬》을 간발의 차로 추격하는 저력을 발휘한 바 있다. 특히 2001년 12월에 종영하고 난 직후의 시청률 순위에서는 《포켓몬스터》 9.8%, 《유니미니펫》 10.1%로 《파워디지몬》에 이어 2위를 차지하는 대이변을 연출해냈다[1].
- 이와 같은 인기에 고무된 동우애니메이션에서는 극장용 애니메이션을 제작하여 2002년 여름방학에 개봉하겠다는 계획을 발표한 바 있으나, 자금 부족 등의 여러 복합적인 요인 때문에 실현되지는 못했다.
- 2004년 매주 금요일에 재방송되었을 당시에는 2편씩 묶어서 방송하였다.
- 2014년에는 제작사 동우A&E에서 방영 13주년 기념 블로그를 개설하고 네이버 tvcast를 통해 본편 영상 전편을 공개하였으며 본편 내용의 후속편 격인 웹툰을 연재하였다. 웹툰은 네이버와 다음에서도 연재되었다.

## 줄거리
유니랜드에서 범죄를 일으킨 혐의로 수배된 버그펫들이 인간세계로 달아나 로보펫 속으로 숨어들게 된다. 이에 유니랜드의 수사관 고양과 햄이 인간 세계에 파견되는데, 하필이면 초등학생 원동우의 방 안 옷장 속으로 나오게 된다. 이로 인해 원동우까지 버그펫 소탕 작전에 나서게 된다.

## 등장 인물
원동우
작중의 주인공. 평범한 초등학생으로 로봇펫샵을 하는 엄마와 함께 살고 있다. 3년 전 아빠가 돌아가신 이후로는 엄마를 도와 집안 일을 하고 있다. 그렇지만 엄마가 워낙 트러블 메이커인 탓에 실질적으로는 동우가 모든 일을 하고 있다고 보면 된다. 어느 날, 자신의 방에 있는 옷장의 문을 열어, 유니랜드에서 범죄를 저지른 버그펫들이 인간 세계로 도망치게 된다. 또한 그러한 버그펫들을 쫓아온 유니랜드 수사관인 고양과 햄이 인간 세계로 와버리게 된다. 사실 그 옷장의 문은 유니랜드와 인간 세계를 연결하는 문이였던 것. 그리고 동우는 유니랜드와 인간 세계가 연결된 문을 열 수 있는 자였다.(문을 열 수 있는 자가 아닌 다른 사람이 그 옷장의 문을 열었을 경우, 일반적인 옷장과 다를 바 없다.) 이후 고양과 햄을 만난 이후로는 버그펫 소탕 작전에 적극 협력하게 된다.
유미란
작중의 히로인, 안우수의 사촌으로 역시 부자집 딸이다. 동우를 매우 좋아하기 때문에 동우와 관련된 일이라면 앞뒤 가릴 것 없이 무작정 뛰어들고 본다.
박상현
작중의 단짝 친구로 버그펫 소탕 작전에 대해 알고 있는 유일한 친구이다. 그 덕분에 동우에게 큰 도움이 되곤 한다.
고양

작중의 또 한명의 주인공이며 동우의 파트너이다. 유니랜드에서는 자신이 늘씬한 미녀였다고 말하지만 전혀 확인되지 않은 사실이다. 자신이 고양이 로봇펫으로 들어간 것에 적잖은 불만을 품고 있다. 매사에 제멋대로인 햄을 통제하느라 꽤나 고생하는 듯. 언제나 정반대의 성격 때문에 햄과 사소한 일로 자주 다툰다. 평화로운 일상 속에서도 뉴스 같은 것을 보고, 여러 가지 정보를 수집하는 것을 보아서는 햄과는 다르게 맡은 일에 대해 성실한 면모가 보인다.
햄
작중의 또 한명의 주인공이며 동우의 파트너이다. 매사에 천하태평, 느긋한 성격을 가지고 있어 고양과 사사건건 입씨름을 한다. 유니랜드에 있을 때부터 먹을 것을 좋아한 탓에 로봇펫 모습을 하고서도 먹을 것을 찾는다. 하지만 음식을 먹었다가는 로봇펫이 망가지기 때문에 고양과 이상해 박사로부터 언제나 잔소리를 듣는다. 그럼에도 불구하고 언제나 음식을 찾으며, 먹는다. 그 이외 만화책과 애니메이션을 좋아한다. 그래도 유니랜드 수사관인지, 나름 버그펫 사건에 대해서는 활약을 하는 편. 다만 너무 방심하고, 잘난체하는 것이 탈이다.
고은비
원동우의 엄마로, 32살이다. 그러나 실제로는 20대 초반 정도로밖에 보이지 않는 미인이다. 원래는 부유한 집안의 딸이었지만 고아였던 동우의 아빠와 함께 결혼하는 바람에 집으로부터 의절을 당한 아픈 과거도 있다. 그러나 워낙 낙천적인 성격탓에 그럭저럭 행복하게 살아가고 있다.
이상해 박사
동우의 이웃집에 살고 있는 괴짜 과학자. 새로운 것에 대한 도전 정신이 강해 가끔은 사고를 치지만, 버그펫 소탕 작전에 필요한 여러 가지 발명품을 만들어주고 유니스톤을 업그레이드하는 등, 고양과 햄에게 많은 도움을 주고 있다.
매직
원래 마술사였으나 자신의 로봇펫을 교통사고로부터 구하려다가 그만 사고를 당하고 만다. 이 과정에서 버그펫의 영혼이 들어가게 되는데, 인간의 몸에 완전히 정착을 못하고 절반만 정착하게 된다. 고양과 햄에게 체포된 이후로는 동우네 집에서 신세를 지고 있는데, 고은비에게 첫눈에 반해버린다. 덧붙여서 매직이라는 이름은 버그펫의 이름이라고 한다.(마지막 화에서 고은비가 버그펫의 영혼이 빠진 이 사람을 향해 매직이라고 부르자, 흔히 생활에 쓰이는 매직을 떠올리는 것을 보면...)
안우수
동우의 같은 반 친구로 부자집 아들이다. 매번 동우를 깔보며 무시하지만 뒷끝이 좋지 않다.
성진아
경찰 수사 반장의 딸. 동우와 고양, 햄, 상현이 버그펫을 잡는 데에 여러 가지 큰 도움을 준 적이 있다. 후에 동우가 사유리와 성진아에게 유니랜드와 버그펫, 고양과 햄에 대한 모든 사실을 털어놓는 사실을 듣는다.
사유리
작품 후반부에 동우와 같은 초등학교로 전학오는 말 숫자가 적고, 친구 없어 쓸쓸한 소녀. 안우수보다 더 큰 부자집에 살고 있다. 부모님은 외국에서 로봇펫에 관한 일을 하고 있기에 어렸을 적부터 키웠던 로봇펫인 존과 하루의 대부분 시간을 보낸다. 동우가 자신의 아버지로부터 받은 것과 똑같은 팬던트를 목에 걸고 다닌다. 이는 어렸을 때, 유니랜드를 조사하던 할아버지로부터 받은 것. 그 팬던트를 받았을 때, 유니스톤 중 최강이라는 '유니스톤 크리스탈'을 할아버지와 함께 국립 우주 연구소 근처의 숲에다가 봉인시켰다. 동우가 유니랜드에서 인간 세계로 연결되는 문을 열 수 있는 자라면, 사유리는 그것과는 정반대로 인간 세계와 유니랜드가 연결된 문을 닫는 자이다.

## 목소리 출연
- 이선 : 원동우, 로우뱃 역
- 김정주 : 고양, 안우수 역
- 차명화 : 햄, 유미란, TV 리포터 역
- 임은정 : 고은비, 박상현, 안우수 엄마, 미란이 엄마 역
- 이선주 : 프로그, 더지두, 로빈, 성진아, 스네이크 딩동, 피스 역
- 손정아 : 사유리, 뿔쥐, 페어리, 나방뎅 역
- 오인성 : 럭키볼 해설자 1, 이상해, 치킨통, 하운드 역
- 김관진 : 럭키볼 해설자 2, 매직, 미란이 아빠, 도깨도깨 역

## 제작진
- 총감독: 박우현
- 시나리오: 김주연
- 캐릭터 디자인: 이동익, 이승일
- 배경 디자인: 임종우
- 미술감독: 이회영
- 총연출: 고성운
- 프로듀서: 조홍준, 홍제미나
- 애니메이션 감독: 고성운, 신기철, 성원용, 정진우, 신중덕, 박봉일, 유제하, 유재명, 팽유원, 송근식, 이현찬, 박병순, 이승일
- 레이아웃: 오동환, 최진석
- 원화: 서진원, 명가영, 허귀연, 신성민, 김종용, 심영희, 유승희, 최지훈, 민경희, 육성수, 지동재
- 원화작감: 이강태, 권희재, 오현화, 정재연, 정혜선
- 원화작감체크: (故)고종환, 정순자
- 동화: 주옥윤, 이원재, 김경환, 오용운, 신혜란, 최형석, 김현미, 김양인, 최선아, 박선영
- 파이널 체크: 윤석번, 서연숙, 남궁진, 최선호, 조영라
- 색지정: 안미현, 성수영, 정혜경
- 배경: 이가영, 채수희, 정유미, 이상민, 박민경, 이정환, 김상운, 이원구, 임지영, 김은경, 염윤숙
- 스캔: 전미옥, 이윤혜, 정문선, 정창택, 백경선, 윤신혜
- 칼라: 양인숙, 김현희, 김경숙, 한명선, 민영신, 오원숙, 김현주, 이정수, 김기민
- 촬영: 허태희, 박주은, 김강옥, 구동필, 백승필, 강희창, 변혜영, 김정률, 김언식, 유재형, 이진영, 정하영, 최은주
- 녹음연출: 설기태
- 주제가 작사: 박범준, 박정은, 김희진, 오혜승
- 주제가 작·편곡: 장승준, 전홍준
- 배경음악 작·편곡: 설기태
- 주제가 노래: 쿠키, 우순실, 박정은
- 편집: 이영민
- 제작: 김지현, 김명수, 이지화, 김도영, 이승열
- 제작데스크: 신주희
- 제작: 동우애니메이션, SBS

## 방영 목록
| 회차 | 제목                 |
| ---- | -------------------- |
| 1    | 탄생! 유니펫         |
| 2    | 윌리텔을 잡아라      |
| 3    | 체포한다, 머시매쉬   |
| 4    | 마술사 매직          |
| 5    | 뽀리를 잡아라!       |
| 6    | 가방속의 피피        |
| 7    | 출전! 럭키볼         |
| 8    | 승리왕을 상대하라    |
| 9    | 동우의 위기          |
| 10   | 벼랑산 탐험          |
| 11   | 우승컵을 노려라!     |
| 12   | 새로운 적 흑장미회   |
| 13   | 명화 도난 사건       |
| 14   | 이어뱃을 잡아라      |
| 15   | 이상한 알을 되찾아라 |
| 16   | 바다괴물의 출현      |
| 17   | 캠핑장에서 생긴 일   |
| 18   | 설계도를 지켜라      |
| 19   | 흑장미의 최후        |
| 20   | 프로그의 반격        |
| 21   | 수수께끼의 운석      |
| 22   | 가짜햄 등장          |
| 23   | 유령 집의 공포       |
| 24   | 뿔쥐의 반역          |
| 25   | 크리스탈 발견        |
| 26   | 이별, 그리고 약속    |

## 같이 보기
- 대한민국의 애니메이션